# داني سكوفيلد
داني سكوفيلد (بالإنجليزية: Danny Schofield) هو لاعب كرة قدم بريطاني في مركز نصف الجناح، ولد في 10 أبريل 1980 في دونكاستر في المملكة المتحدة. لعب مع ستوكبورت كونتي ونادي أكرينغتون ستانلي ونادي برادفورد بارك أفنيو ونادي روذرهام يونايتد ونادي ميلوول وهدرسفيلد تاون ويوفل تاون.

## وصلات خارجية
- داني سكوفيلد على موقع قاعدة بيانات كرة القدم.إي يو (الإنجليزية)
- داني سكوفيلد على موقع Soccerbase.com (لاعب) (الإنجليزية)
- داني سكوفيلد على موقع Soccerway.com (الإنجليزية)